# 飯浦站
飯浦站（日语：／ Iinoura eki */?）是位於島根縣益田市飯浦町，西日本旅客鐵道（JR西日本）的山陰本線車站。此站為島根縣最西車站。

## 歷史
- 1927年（昭和2年）6月19日 - 國鐵山陰本線戶田小濱站至此站之間開業，此站啟用。為客運和貨運車站。
  - 當時車站地址為島根縣美濃郡小野村（日语：小野村 (島根県)）大字飯浦。
- 1928年（昭和3年）3月25日 - 山陰本線此站至須佐站開業。
- 1952年（昭和27年）8月1日 - 隨著益田市成立，車站地址為島根縣益田市大字飯浦。
- 1962年（昭和37年）10月1日 - 終止貨物起卸業務。
- 1972年（昭和47年） - 隨著町名改稱，車站地址為現時位置。
- 1987年（昭和62年）4月1日 - 伴隨國鐵分割民營化，車站由西日本旅客鐵道（JR西日本）營運。
- 2013年（平成25年）7月28日 - 發生暴雨（日语：平成25年7月28日の島根県と山口県の大雨），包含此站在內，益田站至長門市站之間暫停服務。
- 2013年（平成25年）11月9日 - 益田站至須佐站之間重開。在4個月後重開。

## 車站構造
車站是一座地面車站，設有1面1線的單式月台，長門市方向的列車會開啟右邊車門。長門市方向與益田方向的列車使用同一月台。在月台設有候車室。車站仍然設有古老木造車站大樓。
車站由長門鐵道部管理的無人車站，車站沒有自動售票機。

## 使用狀況
以下為近年1日平均乘車人次列表：
| 乘車人次變化 | 乘車人次變化    |
| 年度         | 1日平均乘車人次 |
| ------------ | --------------- |
| 1984         | 89              |
| 1994         | 48              |
| 1999         | 28              |
| 2000         | 24              |
| 2001         | 22              |
| 2002         | 20              |
| 2003         | 20              |
| 2004         | 17              |
| 2005         | 18              |
| 2006         | 16              |
| 2007         | 18              |
| 2008         | 24              |
| 2009         | 22              |
| 2010         | 23              |
| 2011         | 18              |
| 2012         | 14              |
| 2013         | 10              |
| 2014         | 7               |
| 2015         | 5               |
| 2016         | 7               |
| 2017         | 4               |

## 車站周邊
車站位於飯浦村落和漁村的內陸較高的地段。
- 飯浦郵局（日语：飯浦郵便局）
- 益田市立飯浦小學（2008年關校）
- 鑪崎和松島磁石岩（縣的自動紀念物）
- 飯浦漁港
- 飯浦川
- 國道191號（日语：国道191号）
- 島根縣道213號飯浦停車場線（日语：島根県道213号飯浦停車場線）

## 其他
- 在2005年（平成17年）電影「不可思議的幸福列車（日语：旅の贈りもの 0:00発）」中，在電影中曾在此站取景（在戲中此站名為「風町站」，鄰站名為）。

## 相鄰車站
西日本旅客鐵道
■山陰本線
戶田小濱－飯浦－江崎

## 注腳
1. ↑  島根縣統計書

## 外部連結
- 飯浦｜車站資訊：JR出門網 - 西日本旅客鐵道